# Hugo Weinstengl
Hugo Weinstengl (* 2. Oktober 1907 in Wien; † 3. Juli 1968 in New York, USA) war ein österreichischer Bobfahrer.
Zusammen mit Johann Baptist Gudenus nahm er an den Olympischen Spielen 1932 in Lake Placid, New York, teil. Das Team erreicht den 12. (letzten) Platz im Zweierbob.
Bereits bei der zweiten Bob-Weltmeisterschaft 1931 in Oberhof war er zusammen mit von Newlinski angetreten und hatte dort den 4. Platz errungen.